# Бурдін Володимир Миколайович
Володимир Миколайович Бурдін (18 грудня 1974 року, Львів) — український правознавець, доктор юридичних наук, професор, декан юридичного факультету та професор кафедри кримінального права та кримінології Львівського національного університету імені Івана Франка, фахівець з кримінального права.

## Біографія
Член редакційної колегії журналу «Вісник Львівського університету. Серія юридична», член редакційної колегії журналу «Вроцлавсько-Львівський юридичний збірник». Член спеціалізованої вченої ради Д.35.051.03 по захисту докторських дисертацій у Львівському національному університеті імені Івана Франка. Член Науково-консультативної ради при Верховному Суді. Член Комісії з питань правової реформи при Президенті України. Член комісії з «Бізнесу, управління і права» Науково-методичної ради при МОН України.

## Праці
- Осудність та неосудність у кримінальному праві України: проблеми теорії і практики (2011)[1]
- Кримінальна відповідальність за злочини, вчинені в стані сп'яніння (2005)[2]
- Осудність та неосудність (кримінально-правове дослідження) (2009)[3]
- Особливості кримінальної відповідальності неповнолітніх в Україні (2011)[4]
- Кримінальна відповідальність за злочини, вчинені в стані сп'яніння (2005)[2]
- Кримінальна відповідальність за злочини, вчинені в стані сильного душевного хвилювання (2006)[5]
- Актуальні проблеми тлумачення і застосування юридичних норм (2008)[6]
- Стадії вчинення злочину (кримінально-правове дослідження, (2013)[7]
- Проблеми державотворення і захисту прав людини в Україні: Ч. 1. (2017)[8]
- Проблеми державотворення і захисту прав людини в Україні: Ч. 2. (2017)[9]
- Проблеми державотворення і захисту прав людини в Україні: Ч. 1. (2018)[10]
- Проблеми державотворення і захисту прав людини в Україні: Ч. 2. (2018)[11]
- Проблеми державотворення і захисту прав людини в Україні: Ч. 1. (2019)[12]

## Журнали та продовжуючі видання
- журнал «Вісник Львівського університету. Серія юридична»

## Наукова періодика
- Арешт як вид кримінального покарання (2003)[13]
- Стан сп'яніння як обставина, що обтяжує покарання: проблеми сучасного наукового розуміння (2004)[14]
- До питання про тлумачення медичної ознаки неосудності (2008)[15]
- До питання про «спеціальну неосудність» [16]
- Осудність та неосудність: порівняльно-правові аспекти[17]
- Обмежена осудність у кримінальному праві України[18]
- Формально-логічні засади дослідження проблем осудності та неосудності (2011)
- Призначення покарання за незакінчений злочин (2012)[19]
- Проблеми узгодження нового Кримінального процесуального кодексу та Кримінального кодексу України[20]
- До питання про момент закінчення продовжуваних та триваючих злочинів[21]
- Добровільна відмова та її кримінально-правове значення[22]
- Закінчений злочин: спірні проблеми розуміння (2013)[23]
- Стадії вчинення злочину в історії вітчизняного кримінального законодавства (2014)
- Звільнення від відбування покарання із випробуванням за корупційні злочини (2015)[24]
- Зміни до Кримінального кодексу України, які насторожують (2015)
- Сп'яніння: значення для кримінальної відповідальності (2017)
- Реформування юридичної освіти в Україні: реалії та перспективи (2018)[25]
- До питання про деякі особливості антикорупційної політики в Україні (на прикладах змін до КК України (2019)
- До питання про розуміння кваліфікуючої ознаки "проникнення в житло, інше приміщення чи сховище (2019)
- До питання про сучасну кримінально-правову політику України (2020)[26]
- Витоки Львівського національного університету імені Івана Франка: деякі дискусійні питання (до 360-ліття від часу заснування) (2021)[27]
- Окремі питання суб'єкта кримінального правопорушення в проекті нового КК України (2021)[28]